# Мыльников, Владислав Валерьевич
Владислав Валерьевич Мыльников (род. 12 сентября 2000, Курск) — российский фехтовальщик на рапирах. Серебряный призёр Олимпийских игр 2020 года в командном первенстве, член сборной России по фехтованию. Заслуженный мастер спорта России.

## Биография
Владислав Мыльников — чемпион мира среди юниоров в командном первенстве по рапире в 2018 и 2019 годов. В 2019 году он занял второе место на юниором чемпионате мира в личном зачёте, опередив своего соотечественника Кирилла Бородачёва. 
Вместе с братьями-близнецами Кириллом Бородачёвым и Антоном Бородачёвым являлся частью молодой команды российских рапиристов, которая выступила на Олимпийских играх в Токио, оставив старшего Тимура Сафина в качестве запасного. В командных соревнованиях российские спортсмены в четвертьфинале добились победы на командой Гонконга, а затем победили в полуфинале американцев; Мыльников был заменён Сафиным в седьмом полуфинальном поединке и не участвовал в финале, где российская команда потерпела поражение от команды Франции (28-45), завоевав серебряные медали.
В личном первенстве на Олмипиаде Мыльников прошёл предварительный раунд, где победил Салима Хероуи из Алжира, а затем выиграл у Герека Майнхардта из США; его путь закончился в 1/8 финала поражением от Алаэльдина Абуэлькассема из Египта со счётом 12-15.